# 1994 par pays en Europe
Chronologie de l'Europe : Les évènements par pays de l'année 1994 en Europe. Les évènements thématiques sont traités dans 1994 en Europe
1992 par pays en Europe - 1993 par pays en Europe - 1994 - 1995 par pays en Europe - 1996 par pays en Europe

## Continent européen
- 11 janvier : l'OTAN propose un partenariat pour la paix aux pays de l'Est, en particulier le groupe de Visegrad (République tchèque, Slovaquie, Hongrie, Pologne).
- 6 mai : inauguration du tunnel sous la Manche.
- 19 mai : ouverture au public du tunnel sous la Manche.
- 27 septembre : en mer Baltique, le naufrage du ferry Estonia fait 852 morts.
- Création du Forum méditerranéen à l'initiative de la France et de l'Égypte, comprenant 5 pays européens (Espagne, France, Italie, Malte, Portugal) et six pays du Nord de l'Afrique (Algérie, Égypte, Libye, Maroc, Mauritanie, Tunisie).
- 24 octobre : RTBF : Radio 2 se mue en Fréquence Wallonie.

### Allemagne
- 1er janvier : création de la Deutschlandradio.
- 18 juin : dernier défilé à Berlin des alliés français, britanniques et américains.
- 25 juin : les troupes russes commencent à évacuer Berlin.
- 31 août : départ des derniers soldats russes stationnés en Allemagne.
- 8 septembre : départ des dernières troupes occidentales (États-Unis, France, Royaume-Uni) stationnées à Berlin, où elles se trouvaient depuis 1945.
- 16 octobre : élections fédérales allemandes.

### Arménie
- 9 mai : cessez-le-feu entre l’Arménie et l’Azerbaïdjan[1] tandis que le président Aliev semble décidé à mener à leur terme les négociations engagées avec le gouvernement arménien.
- 5 octobre : l’Arménie devient membre du programme de partenariat pour la paix de l’OTAN.

### Autriche
- 12 juin : référendum en Autriche, 66 % des votants acceptent d’adhérer à l’Union européenne[2].

### Biélorussie
- 26 janvier : Stanislaw Chouchkievitch, président de Biélorussie, est destitué par le Soviet suprême, officiellement en raison de son incapacité à contrôler la corruption existant au sein du gouvernement, mais en réalité à cause de son opposition au rapprochement avec la Russie. Il est remplacé par le conservateur Metchislav Grib.
- 30 mars : la Biélorussie adopte une nouvelle Constitution, proclame sa neutralité et son opposition au nucléaire.
- 23 juin-10 juillet : le populiste Alexandre Loukachenko remporte une victoire écrasante sur le Premier ministre sortant Viatcheslav Kébitch à la première élection présidentielle en Biélorussie.

### Bosnie-Herzégovine
- 5 février : explosion d'un obus de mortier sur un marché de Sarajevo : 68 morts, l'attitude des nations envers les Serbes va se durcir.
- 28 février :
  - Première intervention de l'Otan en ex-Yougoslavie[3]. Quatre avions de combat sont abattus.
- 29 mars, guerre de Bosnie-Herzégovine :
  - Signature d'un cessez-le-feu à Washington[4].
  - Poursuite des combats en Bosnie-Herzégovine. Les Américains commencent à s’impliquer, arment les troupes bosniaques, et obtiennent que Croates et Musulmans mettent un terme à leurs affrontements pour constituer une fédération au sein de la Bosnie-Herzégovine. Slobodan Milošević rompt alors avec le gouvernement serbo-bosniaque installé à Pale, impose un embargo et se présente comme le champion de la paix. Il obtient une levée partielle des sanctions de l’ONU et renforce sa popularité auprès de son électorat.
- 13 mai : plan de paix du « groupe de contact » sur la Bosnie-Herzégovine, donnant 51 % du territoire aux Serbes.

### Danemark
- 21 septembre : élections législatives.

### Estonie
- Février : l’Estonie signe l’accord de partenariat pour la paix, coopération militaire limitée avec l’OTAN. En application des accords d’indépendance et de cet accord de partenariat, les forces armées russes retirent leurs dernières troupes stationnées dans le pays en août.

### Finlande
- 16 janvier et 6 février : élection présidentielle, Martti Ahtisaari est élu.
- 16 octobre : la Finlande approuve par référendum l’adhésion à l'Union européenne (56,9 % de oui)[5].

### Géorgie
- 3 février[6] : Accord entre la Russie et la Georgie : la Russie est autorisée à maintenir trois de ses bases militaires sur le territoire géorgien en échange d’entraînement et de fournitures militaires.
- 23 mars[7] : La Géorgie devient membre d’un programme de partenariat pour la paix, accord de coopération militaire limitée avec l’Organisation du traité de l'Atlantique nord.
- 15 mai : Cessez-le-feu entre l’Abkhazie et la Georgie.
- 9 juin[8] : 3 000 soldats russes se déploient à la frontière abkhazo-géorgienne pour garantir le maintien de la paix.

### Grèce
- 16 février : La Grèce impose un embargo à la Macédoine.

### Hongrie
- 31 mars : La Hongrie présente sa candidature à l’Union européenne.
- 29 mai : Élections législatives en Hongrie : large victoire des anciens communistes. Le Parti socialiste hongrois (l’ancien Parti des travailleurs socialistes hongrois) retrouve une majorité de 72 % des sièges et élit son chef, Gyula Horn, comme Premier ministre.
- 15 juillet : Gyula Horn, Premier ministre en Hongrie (fin en 1998). Il invite la ligue des démocrates libres à entrer au gouvernement. Une nouvelle série de mesures d’austérité est votée et le programme de privatisation est relancé.

### Lettonie
- 31 août : Les troupes russes se retirent officiellement de Lettonie, laissant sur place un petit contingent de 3 000 hommes. Un accord conclu entre les deux pays autorise la Russie à utiliser une base radar de veille à grande distance, à Skrunda, jusqu’en 1998.

### Macédoine
- 16 février : La Grèce impose un embargo à la Macédoine.

### Moldavie
- 27 février : Premières élections législatives libres de Moldavie. Victoire du Parti démocratique agraire, de tendance communiste, suivi par une coalition de partis socialistes. Ces deux groupes forment un gouvernement d’union nationale.
- 6 mars : Par référendum, les Moldaves refusent largement le rattachement à la Roumanie, dans ses frontières de 1990, c’est-à-dire y compris la Transnistrie.
- 16 mars[9] : La Moldavie signe le partenariat pour la paix de l’OTAN.
- 27 août : Entrée en vigueur de la nouvelle constitution moldave.
- 28 novembre[10] : La Moldavie signe un accord de coopération économique avec l’Union européenne.

### Norvège
- 27–28 novembre : Référendum en Norvège[11]. 52,4 % des votants refusent d’adhérer à l’Union européenne.

### Pologne
- 5 avril : La Pologne fait une demande d’adhésion à l’Union européenne[12].
- 9 septembre : Les troupes russes évacuent la Pologne.

### Roumanie
- 28 février : Grève générale en Roumanie pour protester contre l’insuffisance des réformes économiques[13].

### Royaume-Uni
- 12 mars : Premières ordinations de femmes prêtres par l'Église anglicane.
- 12 mai : Mort de John Smith, leader du Parti travailliste (Royaume-Uni).
- 8-12 juin : Élections européennes. Au Royaume-Uni, la représentation des conservateurs à Strasbourg passe de 32 à 18 députés, tandis que les travaillistes progressent de 45 à 54.
- 22 juillet : Tony Blair prend la tête du parti travailliste au Royaume-Uni. Retour à une politique libérale au Royaume-Uni. Diminution des dépenses publiques. Privatisation des houillères.
- 14 millions de Britanniques, soit le quart de la population, vivent en dessous du seuil de pauvretés, fixé à 160£ par semaine.

#### Irlande du Nord
- 31 août : L'IRA provisoire annonce un cessez-le-feu en Irlande du Nord. Les attentats cessent jusqu'en janvier 1996.

### Russie
- 26 février : En Russie, la douma d’État, présidée par Ivan Rybkine, leader des communistes de l’ancien Soviet suprême, amnistie les putschistes de 1991 et les insurgés d’octobre 1993. Alexandre Routskoï et Rouslan Khasboulatov sont libérés tandis que l’opposition aux forces démocratiques en Russie semble de plus en plus s’organiser autour d’une coalition « bruns-rouges », ultranationalistes-communistes.
- 25 mai : Soljenitsyne rejoint la Russie par Vladivostok.

#### 

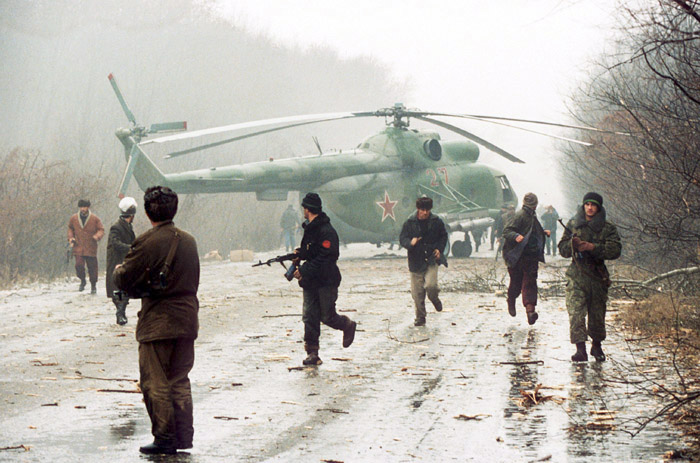
11 décembre : Crise tchétchène. Le président tchétchène Djokhar Doudaïev apparaît de plus en plus comme une menace et l’exemple de la Tchétchénie, indépendante depuis 1991, comme un dangereux précédent pour tous les séparatistes. De plus, la Tchétchénie contrôle, avec le pipeline en provenance de la mer Caspienne, la route du pétrole de la Russie. En décembre, un décret présidentiel autorise le recours à la force pour contraindre la Tchétchénie à réintégrer la Fédération. Plus de 30 000 hommes sont envoyés sur les lieux mais l’opération militaire, qui devait être de courte durée et qui semblait gagnée d’avance vu la supériorité numérique des Russes, entraîne la Russie dans un véritable désastre ; à la résistance inattendue des Tchétchènes vient s’ajouter le matériel inadapté, les opérations militaires souvent mal préparées et le refus d’obtempérer de certaines unités russes. La violence de l’armée russe, qui s’en prend sans discernement aux objectifs civils et militaires, émeut les opinions publiques en Russie et dans le monde entier.

#### Tchétchénie
- 11 décembre[14] : Intervention des troupes russes en Tchétchénie. Les indépendantistes tchétchènes, un moment divisés, font bloc et résistent avec succès. La guerre de Tchétchénie devient de plus en plus impopulaire en Russie.

### Suède
- 18 septembre : élections législatives.
- 7 octobre : Ingvar Carlsson, Premier ministre social démocrate en Suède.
- 13 novembre : La Suède se prononce par référendum favorable à l'entrée dans l'Union européenne (52,2 % de oui).

### Ukraine
- 14 janvier : Le président ukrainien Leonid Kravtchouk accepte de transférer à la Russie une partie de l’arsenal nucléaire de l’Ukraine en échange de combustible nucléaire destiné à la production d’énergie. Dans le but d’aider au processus de désarmement et d’éviter l’effondrement de l’économie ukrainienne, le gouvernement des États-Unis promet de doubler le montant de son aide à l’Ukraine. L’Ukraine se joint au programme de partenariat pour la paix de l’OTAN, plan conçu pour favoriser la coopération militaire entre les membres de l’OTAN et les pays n’en faisant pas partie.
- 10 juillet : 
  - L’ancien Premier ministre Leonid Koutchma, favorable à un rapprochement avec la Russie, bat Leonid Kravtchouk à l’élection présidentielle en Ukraine.
  - Le Parlement ukrainien approuve l’ensemble des réformes économiques de Koutchma. La Banque mondiale approuve un prêt d’urgence de 500 millions de dollars pour l’Ukraine. Le pays continue à souffrir des difficultés de reconversion de son économie.

### Union européenne
- 1er janvier : Entrée en vigueur de l'EEE : Espace économique européen, entre les 12 de l'UE et les 5 de l'AELE.
- 31 mars : La Hongrie présente sa candidature à l’Union européenne.
- 5 avril : La Pologne fait une demande d’adhésion à l’Union européenne[12].

### Vatican
- 25 octobre : Le Vatican annonce l'établissement de relations officielles avec l'OLP[15].